# Juan Bravo Baena
Juan Bravo Baena (Palma de Mallorca, 24 de marzo de 1974) es un político español. Fue consejero de Hacienda y Financiación Europea de la Junta de Andalucía. Previamente fue diputado por Ceuta en el Congreso durante las XI y XII legislaturas.

## Biografía
Licenciado en Derecho, es funcionario de la Agencia Tributaria, donde ha superado tres oposiciones: Agente de la Hacienda Pública, Cuerpo Técnico de Hacienda y Cuerpo Superior de Inspectores de Hacienda del Estado. Ha sido delegado del Ministerio de Hacienda en Ceuta y profesor honorario de Derecho Financiero en la Universidad de Córdoba. Militante del Partido Popular, en diciembre de 2015 fue elegido diputado por Ceuta en el Congreso y reelegido en 2016.
El día 11 de febrero de 2019 abandonó su escaño como diputado para ser nombrado consejero de Hacienda de la Junta de Andalucía. Posteriormente, el 4 de septiembre de 2020, su cargo fue renombrado a consejero de Hacienda y Financiación Europea.
En abril de 2022, tras la elección de Alberto Núñez Feijóo como presidente del Partido Popular, pasó a formar de la cúpula nacional del partido como vicesecretarío de Economía.
Está casado y es padre de tres hijos.